# Colibrí florit de Santa Marta
El colibrí florit de Santa Marta (Anthocephala floriceps) és una espècie d'ocell de la família dels troquílids (Trochilidae).

## Hàbitat i distribució
Habita zones boscoses de Sierra Nevada de Santa Marta, al nord-est de Colòmbia.

## Taxonomia
Antany eren incloses dues subespècies dins Anthocephala floriceps que han passat a ser considerades espècies de ple dret arran estudis recents.